# 美原村 (岡山県)
美原村（みはらそん）は、岡山県真庭郡にあった村。現在の真庭市一色、栗原に当たる。

## 歴史
- 1889年（明治22年）6月1日 - 町村制施行に伴い、真島郡一色村、栗原村が合併して美原村となる。大字栗原に役場を置く。
- 1900年（明治33年）4月1日 - 真島郡が大庭郡と合併し、真庭郡となる。美原村は真庭郡の所属に変更。
- 1904年（明治37年）6月1日 - 美原村は真庭郡関川村と合併して、美川村となる。同日美原村は廃止。

## 大字
現在は真庭市の大字として存続している。
- 一色 （いしき） 719-3151
- 栗原 （くりはら） 719-3153